# Ridderspranget
Ridderspranget er en kløft i Sjoadalen i Innlandet fylke i Norge. Den er dannet ved at floden Sjoa har gnavet sig dybt ned i bjerggrunden, så erosionen kun har foregået i flodbunden. Kløften har fået navn efter et sagn om Sigvat Leirholar, en af kongens rådgivere, som modtog brev fra en smuk pige som skulle giftes med ridderen Eldjarn. Pigen ville ikke gifte sig, og Sigvat bestemte sig for at befri hende. Han red til Eldjarns gård og hentede pigen. Eldjarn forfulgte dem, men måtte opgive da Sigvat hoppede over Sjoa hvor det nu hedder Ridderspranget.